# Карпович, Иван Иванович
Иван Иванович Карпович (4 ноября 1901 года, с. Королев-Мост, Белостокский уезд, Гродненская губерния — 17 октября 1960 года, Рига) — советский военный деятель, полковник (1943 год).

## Начальная биография
Иван Иванович Карпович родился 4 ноября 1901 года в селе Королев-Мост Белостокского уезда Гродненской губернии.

## Военная служба

### Гражданская война
В марте 1918 года призван в ряды РККА и направлен красноармейцем в военный продовольственный пункт 9-й армии, а в октябре 1919 года переведён красноармейцем-надзирателем в военный госпиталь, дислоцированный в Харькове.
В апреле 1920 года направлен на учёбу на военно-политические курсы Юго-Западного фронта, после окончания которых с июля того же года служил политбойцом в составе 123-го кавалерийского полка (21-я кавалерийская дивизия, 2-я конная армия) принимал участие в боевых действиях на Юго-Западном и Южном фронтах. В том же году вступил в ряды РКП(б).

### Межвоенное время
После окончания военно-политических курсов в Телави в апреле 1922 года Карпович был направлен на учёбу на повторные военно-политические курсы 11-й армии в Тбилиси, по окончании которых в 1925 году направлен во 2-ю отдельную Кавказскую кавалерийскую бригаду (Закавказский военный округ), где служил на должностях политрука эскадрона и секретаря партийного бюро 64-го кавалерийского полка, а с мая 1928 года — на должности военкома 66-го кавалерийского полка.
В январе 1930 года направлен на учёбу в Военно-политическую академию имени Н. Г. Толмачёва, после окончания которой в марте 1933 года назначен на должность помощника командира по политической части 15-го кавалерийского полка (3-я кавалерийская дивизия, Украинский военный округ), в июне 1935 года — на аналогичную должность в Отдельном кавалерийском горских национальностей полку в г. Орджоникидзе (Северокавказский военный округ), в августе 1936 года — на должность комиссара 123-го кавалерийского полка (13-я кавалерийская дивизия) в г. Каменск-Шахтинский, а в мае 1938 года — на должность военкома Армавирских курсов усовершенствования командного состава. В июле того же года И. И. Карпович был уволен в запас.
В июне 1939 года был повторно призван в ряды РККА и назначен на должность преподавателя истории ВКП(б) на Ростовских окружных курсах младших политруков, а в феврале 1940 года — на должность начальника этих курсов.

### Великая Отечественная война
В июле 1941 года Карпович был назначен на должность комиссара 40-й кавалерийской дивизии, формировавшейся в станице Кущёвская (Краснодарский край), а затем в августе того же года передислоцированной в район Джанкоя, после чего принимала участие в боевых действиях по обороне Крыма. После оборонительных боёв зимой 1941-1942 года в Севастополе 40-я кд понесла огромные потери. После расформирования дивизии в апреле 1942 года эвакуирован из Севастополя и переброшен на Керченский полуостров, где назначен на должность комиссара 63-й горнострелковой дивизии Крымского фронта, которая в следующем месяце с тяжёлыми боевыми действиями отступала по направлению к Узунларский валу и далее на Керчь, во время чего была окружена и прекратила своё существование.
В июне назначен на должность военкома Отдельного кавалерийского корпуса, а в период с 29 июля по 1 августа исполнял должность командира. Корпус принимал участие в боевых действиях в ходе Донбасской и Северо-Кавказской оборонительных операций.
В декабре 1942 года И. И. Карпович назначен на должность начальника политотдела 58-й гвардейской стрелковой дивизии, которая вскоре принимала участие в боевых действиях в ходе Харьковской оборонительной операции, Курской битвы, Никопольско-Криворожской, Березнеговато-Снигирёвской, Одесской, Львовско-Сандомирской, Сандомирско-Силезской, Нижне-Силезской, Верхне-Силезской, Берлинской и Пражской наступательных операций.

### Послевоенная карьера
После окончания войны находился на прежней должности.
С октября 1945 года полковник И. И. Карпович находился в резерве Главного политического управления Красной Армии и в апреле 1946 года назначен на должность начальника политического отдела 26-й механизированной дивизии (Закавказский военный округ), дислоцированной в Кировакане, в октябре того же года — на должность заместителя начальника по политической части Бакинской школы музыкантских воспитанников, в мае 1949 года — на должность начальника политотдела Шуйского пехотного училища, а в ноябре 1950 года — на должность начальника политотдела строительного управления Прибалтийского военного округа.
Полковник Иван Иванович Карпович в августе 1953 года вышел в запас. Умер 17 октября 1960 года в Риге.

## Награды
- Орден Ленина (21.02.1945);
- Пять орденов Красного Знамени (24.07.1942, 03.11.1944, 22.12.1944, 07.04.1945, 20.06.1949);
- Орден Отечественной войны 1 степени (15.09.1944);
- Орден Красной Звезды (20.03.1944);
- Медали;
- Иностранные ордена.